# Mai 1939

## Événements
- 3 mai (URSS) : Joseph Staline nomme Viatcheslav Molotov commissaire du peuple aux affaires étrangères en remplacement de Maxim Litvinov nommé ambassadeur de l'Union soviétique en Grande-Bretagne.

- 4 mai : éditorial de Marcel Déat dans le journal l'Œuvre. Il pense qu’il ne faut pas « Mourir pour Dantzig ».

- 5 mai : 
  - Le ministre polonais des affaires étrangères Józef Beck refuse toute modification du statut de Dantzig.
  - Deuxième loi antijuive en Hongrie, sur une base raciale.

- 7 mai : premier vol du bombardier soviétique Petliakov Pe-2.

- 8 mai : l’Espagne se retire de la SDN.

- 9 mai : 
  - Un avion s'écrase sur la ville de Quito détruisant cinq immeubles. Miraculeusement, on ne dénombre que 25 morts.
  - Fin de la bataille de Nanchang, les Chinois sont battus par les Japonais.

- 11 mai : 
  - les Japonais attaquent la République populaire mongole. Début de la bataille de Halhin Gol;
  - un équipage d'Air Afrique relie Paris et Brazzaville, soit 7 793 km en 36 heures et 59 minutes.

- 12 mai : accord turco-britannique.

- 13 mai : l'humoriste français Pierre Dac lance le périodique loufoque L'Os à Moelle.

- 14 mai : premier vol du bombardier lourd Short Stirling, mais celui-ci s'écrase à l'atterrissage.
  - Accouchement par césarienne de Lina Medina, qui devint la plus jeune mère du monde.

- 17 mai :  
  - La France s’engage à aider militairement la Pologne en cas d’attaque allemande.
  - Première retransmission d'un match de baseball (un match universitaire entre Princeton et Columbia) par la télévision américaine.
  - Palestine mandataire : les Britanniques décident de publier un nouveau Livre Blanc qui explique que le Royaume-Uni n’a pas l’intention de faire de la Palestine un État pour les Juifs contre la volonté de la population arabe. Il ne s’agira que d’un développement communautaire. La Palestine ne doit pas être partagée. Le Livre blanc propose à nouveau la solution du double veto, qui devrait aboutir à la mise en place d’institutions arabo-juives de libre gouvernement et à l’établissement d’un État palestinien indépendant. L’immigration juive est pour la première fois limitée à 75 000 certificats pour cinq ans. Au-delà, l’approbation des Arabes sera nécessaire. Les États arabes poussent les Palestiniens à accepter le Livre Blanc, mais les partisans du mufti le rejettent car le projet britannique retarde la date de l’indépendance de la Palestine d’au moins dix ans. De plus, les membres du comité suprême sont maintenus en exil et la répression continue sur place (6 000 Arabes emprisonnés en 1939). Les sionistes rejettent catégoriquement le projet britannique et se lancent dans une politique d’immigration clandestine et de création de nouvelles implantations. L’Irgoun poursuit ses attentats contre les Arabes et la présence britannique.

- 17 mai - 14 juin : voyage de George VI du Royaume-Uni au Canada. Il est acclamé comme roi du Canada.

- 20 mai : 
  - fin de la Guerre civile espagnole (commencée en juillet 1936) par la victoire de Franco.

- 21 mai :
  - [1] : constitution aux Indes orientales néerlandaises d’un comité de coordination, le Gabungan Politik Indonesia (GAPI), entre huit opérations nationalistes, qui réclame le self gouvernement, un régime démocratique dans le cadre de l’unité nationale et affirme son désir de prendre part à la lutte antifasciste.
  - Eifelrennen.

- 22 mai : signature à Berlin du Pacte d'Acier italo-allemand.

- 24 mai : 
  - Londres et Paris acceptent le principe d’un pacte d’assistance mutuelle en cas d’agression contre la Pologne.
  - Victoire chinoise sur le Japon à la bataille de Suixian-Zaoyang.
- 25 mai : 
  - Première liaison postale aérienne régulière entre Marseille et New York.

- 28 mai : Grand Prix des Frontières.

- 31 mai : signature d'un pacte de non-agression entre l'Allemagne et le Danemark à Berlin.

## Naissances
- 2 mai : Ernesto Castano, footballeur italien († 5 janvier 2023).
- 7 mai : 
  - Sidney Altman, biochimiste († 5 avril 2022).
  - Ruud Lubbers, homme d'État néerlandais et Premier ministre des Pays-Bas de 1982 à 1994 († 14 février 2018).
- 8 mai : Jean Obeid, journaliste et femme politique libanaise († 8 février 2021).
- 9 mai : 
  - Pierre Desproges, humoriste français († 18 avril 1988).
  - Ralph Boston, athlète américain († 30 avril 2023).
- 10 mai :
  - Walter Bal, directeur de la photographie d'origine néerlandaise († 3 avril 2015).
  - Irio De Paula, auteur-compositeur-interprète et guitariste brésilien naturalisé italien († 23 mai 2017).
- 11 mai : Ken Epp, homme politique.
- 13 mai : Harvey Keitel, acteur américain.
- 14 mai : Gerardo Medina, premier fils de la plus jeune mère du monde. Au moment de l'accouchement par césarienne, sa mère avait 5 ans.
- 16 mai : Jean-Yves Cozan, homme politique français († 16 juin 2015).
- 17 mai : Manuel Agujetas, chanteur de flamenco gitan espagnol († 25 décembre 2015).
- 18 mai : Gordon O'Connor, ancien brigadier général et homme politique.
- 19 mai :
  - Francis R. Scobee, astronaute américain († 28 janvier 1986).
  - Sonny Fortune, saxophoniste de jazz américain.
- 20 mai : Roman Kartsev, acteur de théâtre et de télévision soviétique puis russe († 2 octobre 2018).
- 21 mai : Gerhard Storch, paléontologue et zoologue allemand († 11 août 2017).
- 22 mai : Paul Winfield, acteur américain († 7 mars 2004).
- 23 mai : J.M.A. Biesheuvel, écrivain néerlandais († 30 juillet 2020).
- 25 mai : Francis Mer, industriel et homme politique français († 1er novembre 2023).
- 26 mai :
  - Duduh Durahman, acteur, écrivain et journaliste indonésien († 1er octobre 2014).
  - Brunello Spinelli, joueur de water-polo italien († 6 février 2018).
  - Herb Trimpe, dessinateur et scénariste américain de comics († 13 avril 2015).
- 27 mai : Don Williams, auteur-compositeur-interprète américain († 8 septembre 2017).
- 28 mai : Tom Thabane, personnalité politique lesothan.
- 29 mai :
  - Howard Bingham, photographe américain († 15 décembre 2016).
  - Givi Chikvanaya, joueur de water-polo soviétique puis russe († 2 août 2018).
  - Al Unser, pilote automobile américain († 9 décembre 2021).
- 30 mai : André Montmorency, acteur et metteur en scène québécois († 5 juillet 2016).
- 31 mai : Magnus, dessinateur de bande dessinée italien († 5 février 1996).

## Décès
- 6 mai : Constantin Somov, peintre russe (° 30 novembre 1869).
- 13 mai : Stanisław Leśniewski, mathématicien et philosophe polonais (° 30 mars 1886).